# As-Samal
As-Samal (arab. السمال) – wieś w Syrii, w muhafazie Aleppo, w dystrykcie Afrin. W 2004 roku liczyła 457 mieszkańców.